# بوقیرات

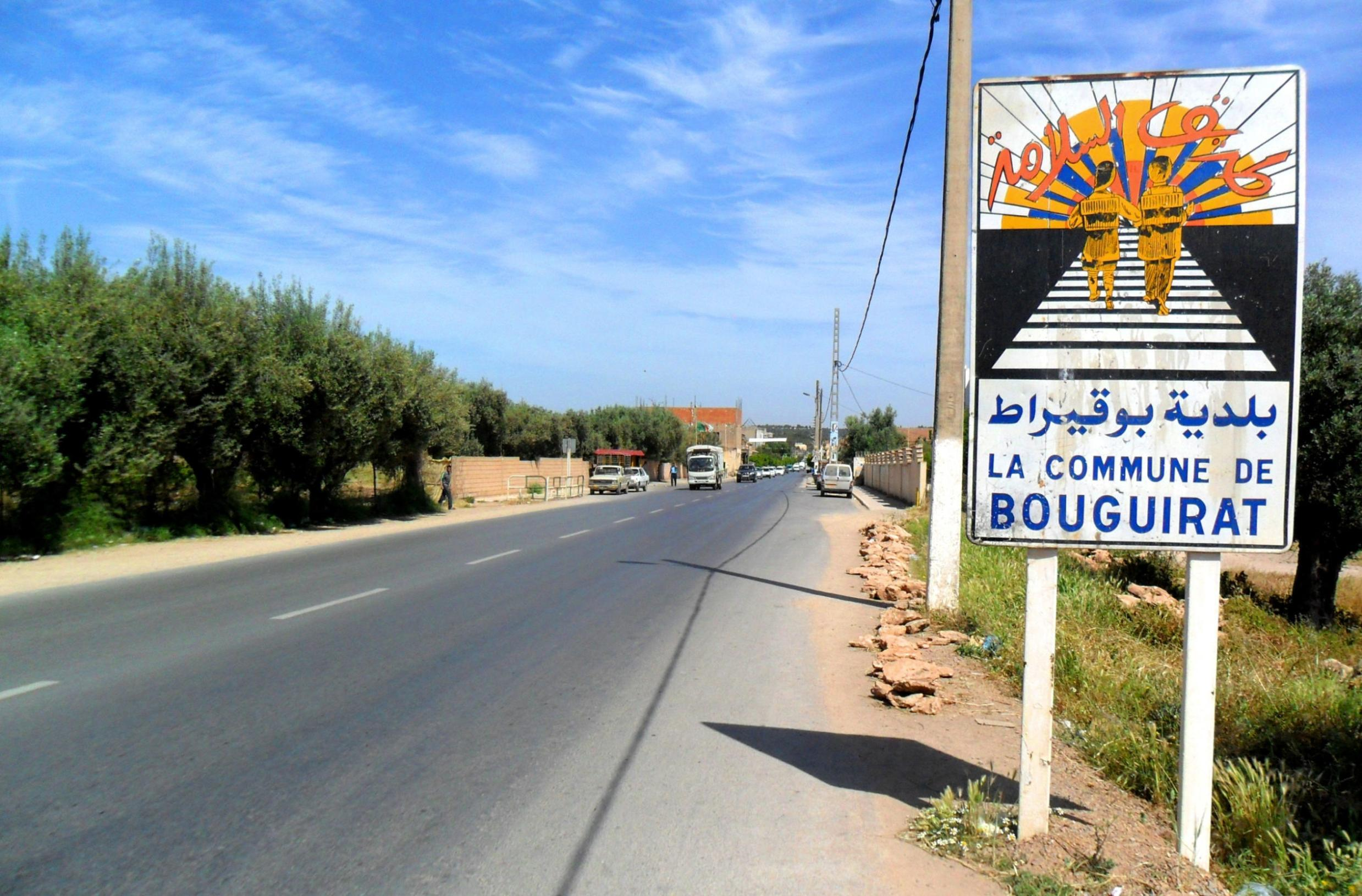
بوقیرات

بوقیرات شهری در استان مستغانم واقع در کشور الجزایر است.

## خصوصیات
بوقیرات ۲۶٬۹۵۴ نفر جمعیت دارد.